# Кобылкино (Хиславичский район)
Кобылкино — деревня в Хиславичском районе Смоленской области России. Входит в состав Упинского сельского поселения. Население — 37 жителей (2007 год). 
Расположена в юго-западной части области в 12 км к северо-западу от Хиславичей, в 33 км западнее автодороги А141 Орёл — Витебск. В 35 км восточнее деревни расположена железнодорожная станция Васьково на линии Смоленск — Рославль. 

## История
В годы Великой Отечественной войны деревня была оккупирована гитлеровскими войсками в июле 1941 года, освобождена в сентябре 1943 года.
По данным справочников 1981, 1993 годов деревня Упинского сельсовета Хиславичского района.